# Giant (Halt and Catch Fire)
Giant is de zevende aflevering van de televisieserie Halt and Catch Fire. De episode werd geregisseerd door Jon Amiel. Giant werd in de Verenigde Staten voor het eerst uitgezonden op 13 juli 2014.

## Verhaal
Gordon droomt over de dode man die hij tijdens de grote storm had zien liggen. Wanneer hij naar het geëlektrocuteerde lichaam wandelt en merkt dat hij de dode man is, schiet hij wakker.
Bij Cardiff Electric begint Bosworth zich zorgen te maken over de enorme schulden van het bedrijf. Op hetzelfde ogenblik testen Joe en Cameron in een kantoor het nieuwe besturingssysteem van hun computerproject uit. De twee bedrijven de liefde, maar worden al snel verstoord door een rinkelende telefoon. Joe snelt naar zijn kantoor om de telefoon te beantwoorden. Cameron volgt hem om te luisteren wat er aan de hand is, maar dan sluit hij de deur voor haar neus.
Terwijl Gordon aan zijn ingenieurs vraagt of ze al een potentiële naam voor het computerproject hebben bedacht, krijgt Bosworth te horen dat Joe een afspraak geregeld heeft met de industriële ontwerper Simon Church. Wanneer Joe zijn kantoor binnenwandelt, merkt hij op dat Simon al aanwezig is. Joe is erg enthousiast over de moderne ontwerpen, maar Gordon vindt ze niet praktisch genoeg. Bovendien is hij ook niet tevreden over The Contrail, de naam die Joe aan de computer wil geven. Cynisch stelt hij voor om de draagbare computer Cardiff Giant te noemen. Simon vindt het hele gesprek tijdverspilling en wandelt weg.
Door het afspringen van de deal met Simon regelt Bosworth een afspraak met ontwerper Ken Burke. Ondertussen komt Cameron te weten dat Joe in het verleden een relatie had met Simon. Terwijl Joe naar de stripclub Strokers vertrekt om Bosworth en Ken te ontmoeten, merkt Cameron de indrukwekkende ontwerptekeningen van Simon op. Ze besluit om hem een bezoekje te brengen in zijn kunstgalerij. Simon snauwt haar af en maakt haar duidelijk dat haar relatie met Joe niet speciaal is.
De zakenreis van Donna is een succes en dus trakteert Hunt haar op een etentje. Gordon heeft thuis de situatie minder onder controle. Terwijl hij met Donna aan de lijn hangt, probeert hij de kraan in de keuken te herstellen. Een diepe wonde in zijn vinger is het gevolg. Voor het slapen gaan vertelt hij zijn kinderen het verhaal van de Cardiff Giant, een versteende reus die in de 19e eeuw in Cardiff (New York) werd opgegraven. P.T. Barnum creëerde later zijn eigen versie van de reus en maakte iedereen wijs dat zijn versie de originele reus was. Hoewel het buiten al donker is, gaan de kinderen vervolgens in hun tuin op zoek naar de reus. Gordon, wiens vinger opnieuw hevig bloedt, besluit om ze een handje te helpen.
Het gesprek met Ken Burke is geen succes. Joe lijk niet onder de indruk van de ontwerper en de stripclub waarin ze zich bevinden. Wanneer Ken aan het einde van de avond zegt dat Joe een homo is, deel Bosworth een klap uit. Nadien wordt Bosworth op het matje geroepen door Nathan Cardiff. De eigenaar van het computerbedrijf wil weten waarom Bosworth een klap heeft uitgedeeld aan Ken Burke. Bosworth verdedigt zijn aanpak en zijn computerproject. Hij wil dat Nathan Cardiff extra geld in het project investeert. De eigenaar voelt zich beledigd en weigert om nog meer geld in het project te investeren.
Hoewel Donna zich zorgen maakt over Gordon en zijn computerproject heeft ze het erg naar haar zin tijdens het etentje met Hunt. Op een gegeven moment speelt ze in het restaurant piano en krijgt ze een fooi van de andere klanten. Wanneer ze terug in haar hotelkamer is, hoort ze iemand op de deur kloppen. Wanneer ze merkt dat het Hunt is, kust ze hem op de mond. Hunt legt echter uit dat hij om een andere reden terug naar haar hotelkamer is gekomen en wandelt weer weg. Een beschaamde Donna beseft dat ze haar gezellige avond met Hunt fout heeft geïnterpreteerd en besluit om meteen terug naar huis te keren.
Ook Joe is bij de kunstgalerij van Simon aangekomen. Hij vraagt nog een laatste keer om het design van de draagbare computer te ontwerpen. Vervolgens nemen Joe, Simon en een dronken Cameron een taxi naar huis. Voor zijn hotel heeft Simon nog een laatste gesprek met Joe. Simon geeft toe dat hij jaloers is op Cameron. Als Joe hem vraagt waarom hij na tien jaar opnieuw contact heeft opgenomen, onthult Simon dat hij ziek is.
Wanneer Donna 's nachts thuiskomt, ziet ze druppels bloed op de vloer. Bovendien liggen haar kinderen niet in bed, maar op de grond te slapen. Ze gaat in de tuin op zoek naar Gordon en ziet dat hij in het duisternis een diepe put aan het graven is. Hij is op zoek naar de Giant.

## Cast
- Lee Pace - Joe MacMillan
- Scoot McNairy - Gordon Clark
- Mackenzie Davis - Cameron Howe
- Kerry Bishé - Donna Clark
- Toby Huss - John Bosworth
- Scott Michael Foster - Hunt Whitmarsh
- D.B. Woodside - Simon Church
- Ricky Wayne - Ken Burke
- Graham Beckel - Nathan Cardiff

## Titelverklaring
De computeringenieurs van Gordon bezorgen hem een lijst met potentiële namen voor de draagbare computer van het bedrijf. Een van die namen is Cardiff Giant, wat niet alleen verwijst naar de naam van het bedrijf (Cardiff Electric), maar ook naar de bekende hoax uit de 19e eeuw. In 1868 liet tabaksboer George Hull een reusachtig beeld van een man begraven in Cardiff, een plaats in de staat New York. Een jaar later liet hij het beeld opgraven. Hij maakte de pers en bevolking wijs dat het om een versteende reus ging. De showman P.T. Barnum liet later zelf een beeld maken en verklaarde dat zijn versie de echte reus was. Ook Barnum vroeg geld aan mensen die het beeld wilden bewonderen.
Gordon vertelt de hoax aan zijn kinderen. In het geval van Gordon is het verhaal een metafoor voor zijn eigen werksituatie. Hij omschrijft P.T. Barnum als een verkoper die veel aandacht geeft aan uiterlijk vertoon en zo mensen om de tuin leidt, wat overeenstemt met het beeld dat Gordon heeft van Joe. In Gordons versie van het verhaal wordt de tabaksboer in de steek gelaten door Barnum omdat die de Giant alleen voor zichzelf wilde hebben. Dit verwijst naar het computerproject van Cardiff Electric en Gordons vrees dat Joe op een dag alle eer en erkenning zal opeisen.

## Culturele en historische verwijzingen
- De aflevering bevat de nummers Heart of the Night van Poco, The Stroke en Emotions in Motion van Billy Squier, Music Box Dancer van Frank Mills, Mondscheinsonate van Ludwig van Beethoven, L70, Ballade slave voor piano van Claude Debussy en Ballade no 2 en fa majeur, op.38 van Frédéric Chopin.
- Cameron leest het artikel Computer Capers van het tijdschrift Newsweek, waarin staat dat enkele jongeren in de computers van Los Alamos National Laboratory hadden ingebroken. Het artikel, dat op 5 september 1983 werd gepubliceerd, lanceerde de term hacker in de mainstreammedia.[1]
- Simon heeft in het verleden meegewerkt aan het ontwerp van de DeLorean en de Lamborghini Countach.
- Tijdens haar zakenreis vergadert Donna met haar collega's van Texas Instruments over het lot van de TI-99/4A.